# Emissioni filateliche dell'Ucraina
Le emissioni filateliche nella Repubblica ucraina sono iniziate nel 1992 e continuano di anno in anno.

## Storia
Le elezioni multipartitiche del 1990 vedono vincitori i nazionalisti, che votano l'indipendenza dall'Unione delle Repubbliche Socialiste Sovietiche.
La separazione viene sancita solo il 24 dicembre 1991, dopo aver favorito la creazione della CSI.
Le emissioni postali iniziano nel 1992 (1º marzo).
Valuta:
- 1992 - Rublo, suddiviso in 100 copechi (k)
- 1992 - Karbovanec', suddiviso in 100 copechi (k)
- 1996 - Grivnia (UAH), suddivisa in 100 copechi (k)

## Emissioni postali

### Posta ordinaria
- Anni 1990
- Anni 2000

### Altri servizi
- Blocchi-Foglietto
- Libretti